# Ван Хасселт, Йохан Кунрад
Йохан Кунрад ван Хасселт (Иоганн Конрад ван Гассельт, нидерл. Johan Coenraad van Hasselt; 24 июня 1797, Дусбург — 8 сентября 1823) — нидерландский зоолог и ботаник.
Изучал медицину в Гронингенском университете, где уже в 1817 году вместе со своим другом Генрихом Кулем начал активно заниматься полевыми ботаническими исследованиями. В 1820 году Куль и ван Хасселт отправились в научную экспедицию на остров Ява, где Куль через 9 месяцев умер от тропических болезней и истощения. Ван Хасселт пережил его на два года, всё это время активно занимаясь сбором и описанием образцов местной флоры и фауны для музея при Лейденском университете. В общей сложности от Куля и ван Хасселта поступило примерно 200 скелетов и шкурок 65 видов млекопитающих, 2000 чучел птиц, 1400 рыб, 300 рептилий и амфибий, много насекомых и ракообразных.